# Tramwaje w Karlskronie
Tramwaje w Karlskronie − zlikwidowany system komunikacji tramwajowej w szwedzkim mieście Karlskrona, działający w latach 1910–1949.

## Historia
Budowę linii tramwajowej w Karlskronie rozpoczęto 3 sierpnia 1910. 7 grudnia 1910 prowadzono już pierwsze jazdy próbne, a otwarcie linii, o długości 3,5 km, nastąpiło 21 grudnia. Zajezdnię tramwajową wybudowano w Gräsvik. Linię wybudowała prywatna spółka. 1 stycznia 1917 obsługę linii przejęło miasto. 29 kwietnia 1948 podjęto decyzję o likwidacji linii, co nastąpiło 15 maja 1949. 

## Linia
Trasa linii:
- V Amiralitetsgatan − Borgmästaregatan − Ronnebygatan − Landbrogatan − Järnvägsstationen (dworzec główny) − Landbron − Landsvägsgatan − Polhemsgatan − Valhallagatan − Bergåsa

Linia była jednotorowa.

## Tabor
W mieście eksploatowano 7 tramwajów silnikowych:
- nr 1–4, wyprodukowane przez ASEA w 1910
- nr 5, wyprodukowany przez KSS, w 1920
- nr 6, 7, wyprodukowane przez ASEA w 1942

oraz 4 wagony doczepne:
- nr 11–12, wyprodukowane przez ASEA w 1910
- nr 13, wyprodukowany przez ASEA w 1911 (wagon letni)
- nr 14, wyprodukowany przez KSS w 1919, wcześniej oznaczony nr 13